# Refontoura
Refontoura est une freguesia (« paroisse civile ») du Portugal, rattachée au concelho (« municipalité ») de Felgueiras et située dans le district de Porto et al région Nord.

## Organes de la paroisse
- L'assemblée de paroisse est présidée par Diamantino Adão Lopes Ferreira (groupe "PPD/PSD").
- Le conseil de paroisse est présidé par José Fernando de Sousa Dias (groupe "PPD/PSD").